# Municipio de Bayou Meto
El municipio de Bayou Meto (en inglés: Bayou Meto Township) es un municipio ubicado en el condado de Arkansas en el estado estadounidense de Arkansas. En el año 2010 tenía una población de 187 habitantes y una densidad poblacional de 1,17 personas por km².

## Geografía
El municipio de Bayou Meto se encuentra ubicado en las coordenadas 34°12′49″N 91°28′59″O / 34.21361, -91.48306. Según la Oficina del Censo de los Estados Unidos, el municipio tiene una superficie total de 160.34 km², de la cual 149,33 km² corresponden a tierra firme y (6.86 %) 11 km² es agua.

## Demografía
Según el censo de 2010, había 187 personas residiendo en el municipio de Bayou Meto. La densidad de población era de 1,17 hab./km². De los 187 habitantes, el municipio de Bayou Meto estaba compuesto por el 94,65 % blancos, el 2,67 % eran afroamericanos, el 2,14 % eran de otras razas y el 0,53 % eran de una mezcla de razas. Del total de la población el 2,14 % eran hispanos o latinos de cualquier raza.